# How to Save a Life
How to Save a Life es el primer álbum del grupo de rock The Fray lanzado el 13 de septiembre de 2005. Hasta ahora han vendido 2 000 000 de copias.
Los sencillos que sacaron de este primer álbum fueron los temas: Over my head (Cable car), How to save a life y All at once.  

## Lista de canciones
1. She is (Slade, King) – 3:56
2. Over my head (Cable car) (Slade, King) – 3:58
3. How to save a life (Slade, King) – 4:21
4. All at once (Slade, King, Aaron Johnson) – 3:47
5. Fall away (Slade, King, Dan Battenhouse) – 4:23
6. Heaven forbid (Slade, King) – 3:59
7. Look after you (Slade, King) – 4:26
8. Hundred (Slade, Conway) – 4:13
9. Vienna (Slade, King, Battenhouse) – 3:51
10. Dead wrong (Slade, King, Mike Flynn) – 3:05
11. Little house (Slade, King) – 2:30
12. Trust me (Slade, King) – 3:22

- Datos: Q1405651